# Úsekový dělič

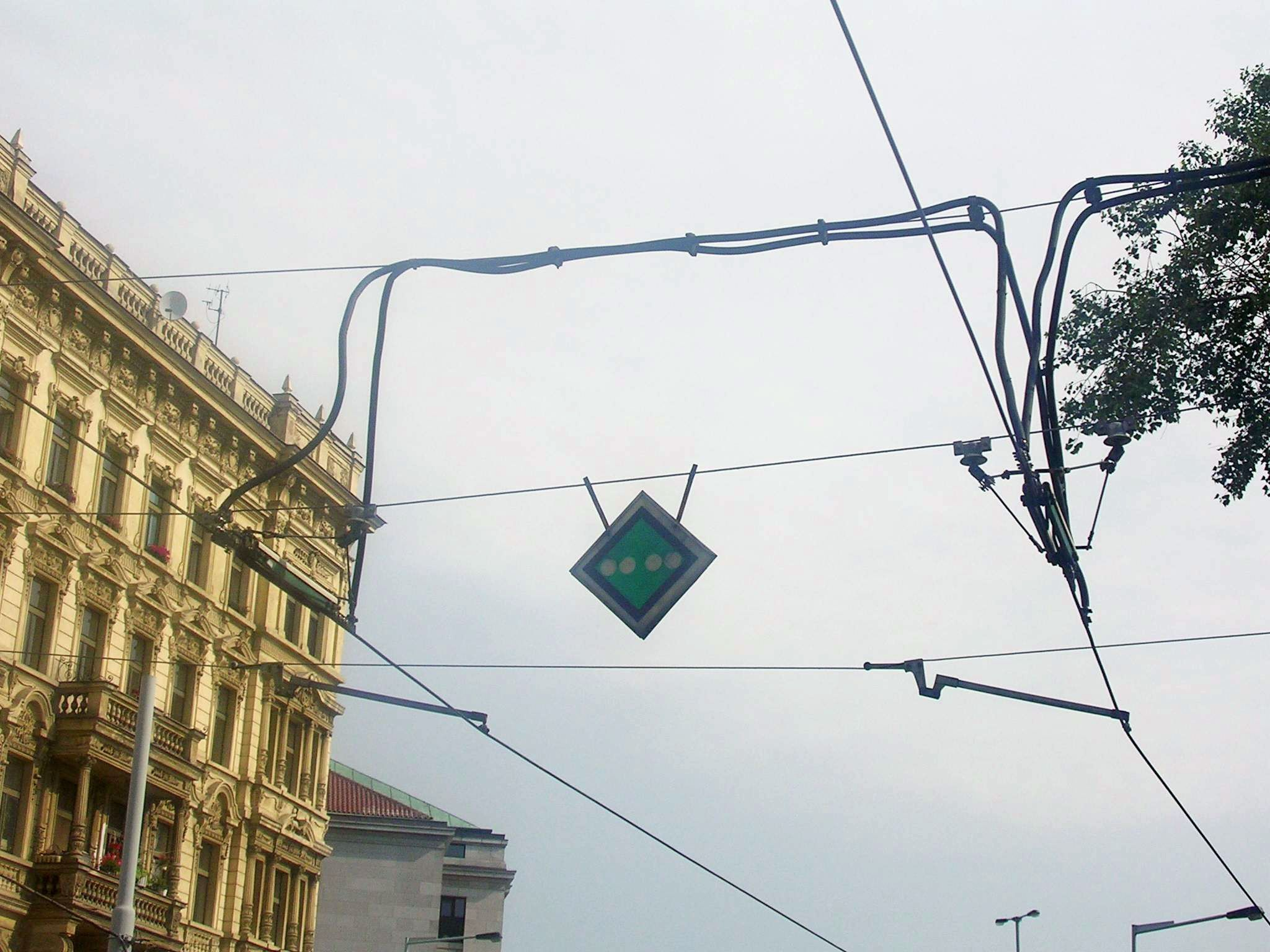
Fotografie úsekového děliče a jeho označení. Česká republika, Praha.

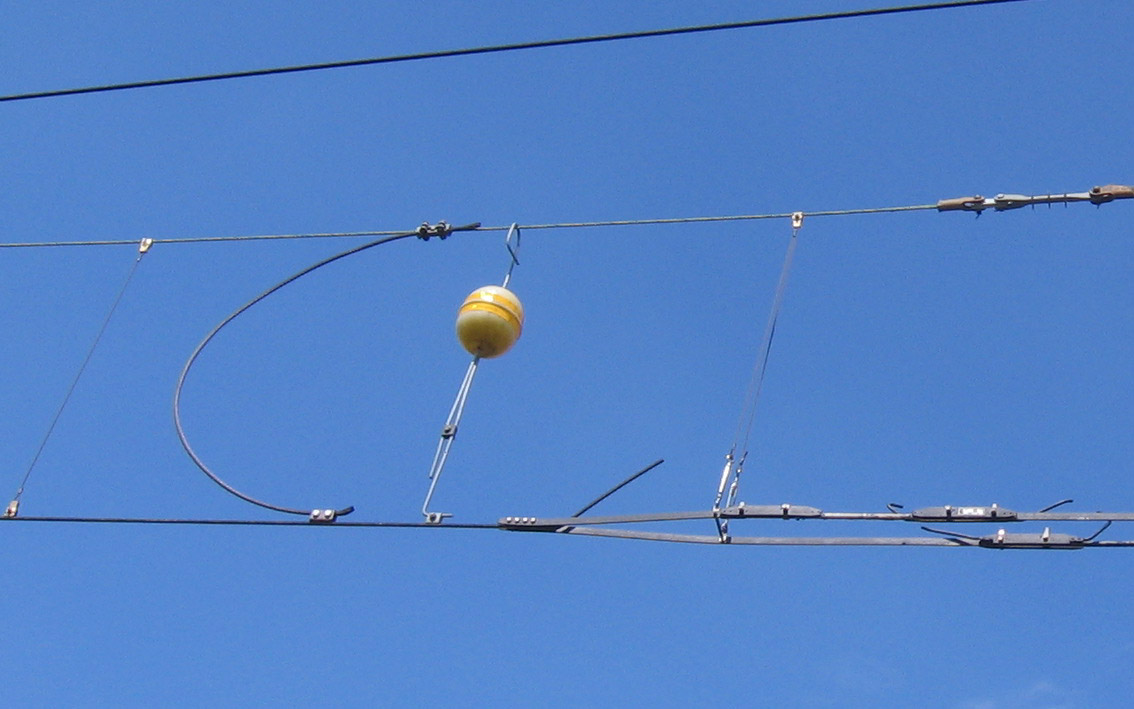
Železniční úsekový dělič s návěstní koulí. Česká republika, Kolín.

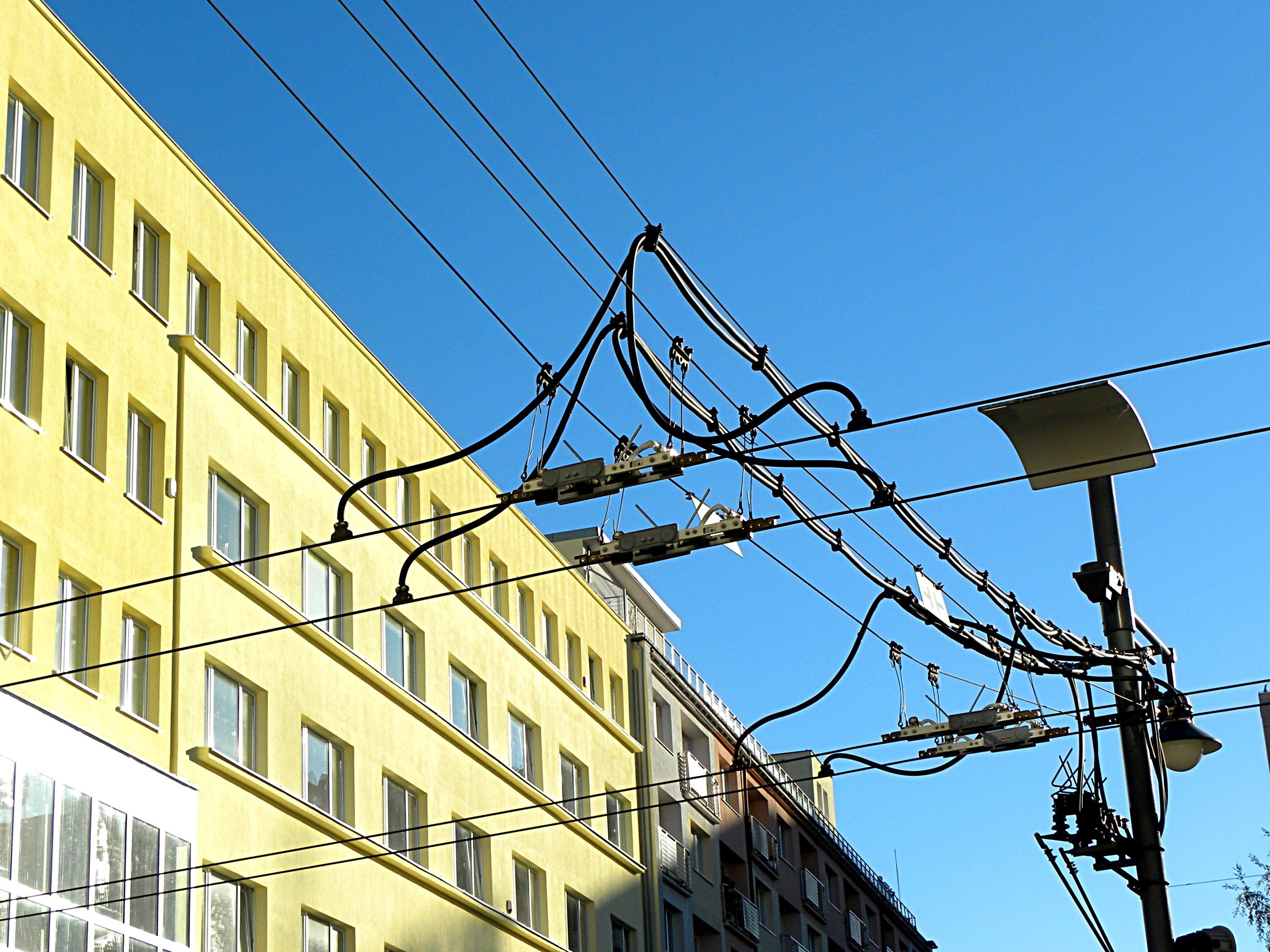
Trolejbusový úsekový dělič, Gdyně, Polsko

Úsekový dělič (úsekový či sekční izolátor, úsekový odpojovač, slangově sekce) je elektrický přístroj, který se používá v tramvajové a trolejbusové dopravě. Slouží k rozdělení napájecího trolejového vedení na několik samostatných celků, které je pak možné nezávisle napájet a jistit, odpojit od napětí (z důvodu opravy nebo kvůli nehodě) či navzájem spojit podle potřeby. Jde v podstatě o vypínač na trolejovém vedení, který umožňuje průjezd sběrače po vedení, aniž by tím došlo k nežádoucímu propojení úseků.
Jelikož je v úsekovém děliči trolej na několik desítek centimetrů přerušena, během průjezdu sběrače přes úsekový dělič vozidlo ztratí napájení, což se projevuje krátkým zhasnutím a opětovným rozsvícením elektrických zařízení, která jsou napájena přímo z trolejového obvodu – toto je patrné převážně u starších vozů, kde dojde k přerušení vnitřního osvětlení a kontrolky napájení, proudový náraz může prostřednictvím dobíjecího obvodu mírně zakolísat i napětím nízkonapěťových řídicích obvodů.
Délka izolační lišty bývá kolem 40 centimetrů, tj. doba průjezdu sběrače přes izolační lištu se při běžných rychlostech pohybuje v desetinách až setinách sekundy.
Z technických důvodů je nařízeno, aby vozidlo při přejíždění úsekového děliče neodebíralo trakční proud, vytápění ani osvětlení se však obvykle kvůli přejezdu děliče nevypíná. Pokud vozidlo při přejezdu izolátoru odebírá proud (takovému přehlédnutí řidiče se slangově říká „říznout sekci“), dojde k přeskočení výboje. Proudový náraz při přejezdu děliče s motory v záběru může poškodit elektrickou výzbroj vozidla (může dojít například k vyzkratování zrychlovače připečením kontaktů v poloze, v jaké byly v okamžiku proudového rázu) a obvykle je projetí děliče v záběru provázeno citelným záškubem vozu a světelným a zvukovým efektem. (Podobné efekty má i průjezd místem, kde sběrač z nějakého důvodu odskakuje od trolejového vedení.)
Problém nastane, pokud vozidlo zastaví sběračem na izolátoru. Nelze-li rozjezd řešit samospádem, jiným sběračem vlaku nebo alternativním pohonem, je třeba vypomoci sunutím či vlečením, popř. roztlačením za pomoci cestujících, což představuje nezanedbatelné zdržení.
Výjimkou jsou diodové úsekové děliče, které umožňují jízdu vozidla i s možností odběru trakčního proudu. Tato zařízení se v poslední době umisťují ve složitějších místních podmínkách, např. při rozjezdech do svahu ze zastávky.